# چارالامپوس کوستولاس
چارالامپوس کوستولاس (انگلیسی: Charalampos Kostoulas؛ زادهٔ ۳۰ مهٔ ۲۰۰۷) بازیکن فوتبال اهل یونان است که در حال حاضر برای باشگاه فوتبال المپیاکوس بازی می‌کند. 
وی همچنین در تیم‌های ملی فوتبال زیر ۱۶، ۱۷، ۱۹ و  ۲۱ سال یونان بازی کرده است.

## حرفه باشگاهی
چارالامپوس کوستولاس کار خود را با آگیای آنا ولس آغاز کرد و در سال ۲۰۱۹ به المپیاکوس پیوست. او در آکادمی پیشرفت کرد و به‌ویژه در فصل ۲۰۲۱–۲۲ در ۱۵ بازی، ۱۶ گل به ثمر رساند و تیمش قهرمان زیر ۱۵ سال شد. او در سپتامبر ۲۰۲۲ اولین قرارداد حرفه‌ای خود را با باشگاه امضا کرد.
او در ۲۴ ژانویه ۲۰۲۳ برای تیم دوم المپیاکوس در یک پیروزی ۴–۰ در برابر ایرودوتوس به عنوان بازیکن تعویضی به میدان رفت و به جوان‌ترین بازیکن تاریخ باشگاه تبدیل شد که به‌طور حرفه‌ای بازی کرده است و رکورد قبلی را، که متعلق به کاریاکاس پاپادوپولوس بود، شکست.